# Due nonne e un bebè
Due nonne e un bebé (Battling for Baby) è un film del 1992 diretto da Art Wolff.

## Trama
Helen (Debbie Reynolds) e Marie (Suzanne Pleshette) si conoscono fin da quando erano ragazzine. Poi una, Marie, è diventata un'apprezzata concertista, l'altra s'è messa a fare la parrucchiera. Col passare degli anni, per la verità, i rapporti tra le due si sono guastati. E la notizia che i loro rispettivi figli, Katherine (Courteney Cox) e Philip (John Terlesky) si sono sposati e sono in attesa di un erede, non aiuta le cose.